# 대한민국 제20대 대통령 선거 국민혁명당 후보 경선
국민혁명당 제20대 대통령 후보 경선은 대한민국 제20대 대통령 선거에 입후보할 국민혁명당 후보자 선출을 위해 실시된 경선이다.

## 후보자
| 국민혁명당 제20대 대통령 선거 경선 후보 | 국민혁명당 제20대 대통령 선거 경선 후보 | 국민혁명당 제20대 대통령 선거 경선 후보            | 국민혁명당 제20대 대통령 선거 경선 후보 |
| 후보                                    | 생년월일                                | 경력                                               | 비고                                    |
| --------------------------------------- | --------------------------------------- | -------------------------------------------------- | --------------------------------------- |
| 이명규                                  | 1967년 8월 9일                          | 서울중앙지방검찰청 검사 법무법인 파라클레투스 대표 |                                         |
| 고영일                                  | 1969년 4월 1일                          | 한국기독교총연합회 감사 기독자유당 대표            | 2022년 2월 12일 사퇴                    |
| 구본철                                  | 1959년 1월 24일                         | 제18대 국회의원 자유한국당 대변인                  |                                         |
| 김경재                                  | 1942년 11월 3일                         | 제15·16대 국회의원 한국자유총연맹 총재             | 2021년 12월 8일 탈당                    |

## 일정
- 10월 4일: 예비경선 실시, 본경선 후보자 발표
- 10월 11일: 대전, 세종, 충남, 충북, 광주, 전남, 전북, 제주 경선 투표
- 10월 12일: 부산, 울산, 경남, 대구, 경북 경선 투표
- 10월 14일: 서울, 경기, 인천, 강원 경선 투표, 최종 후보자 선출

## 결과
투표 결과 김경재 후보가 최종 후보로 선출되었다. 이후 김경재 후보가 국민혁명당의 재정 지원, 윤석열 국민의힘 후보와의 단일화 문제를 놓고 전광훈 대표와의 갈등을 빚었고 결국 2021년 12월 8일에 국민혁명당을 탈당하여 정당 내의 후보가 공석 처리되었다. 국민혁명당은 2021년 12월 13일에 열린 전당대회를 통해 고영일 전 기독자유당 대표를 새 후보로 선출했다. 이후 김경재 전 후보는 신자유민주연합에 입당하여 2022년 2월 8일에 대통령 선거 후보로 추대되었다. 반면 고영일 후보는 2022년 2월 12일에 정권 교체를 위한 야권 후보 단일화를 촉구하는 성명을 발표하고 사퇴했다.

## 같이 보기
- 대한민국 제20대 대통령 선거